# Cryphonectria radicalis
Cryphonectria radicalis és una espècie sapròfita de fong ascomicot de l'ordre dels diaportals (Diaporthales).
Presenta un teleomorf amb estroma erumpent d'un color groc intens ataronjat, que conté uns peritecis negres amb coll sovint llarg i prominent. Els ascs no són pedicel·lats i les espores són hialines, bicel·lulars, uniseptades i no constrenyides als septes.
Es pot confondre amb Cryphonectria parasitica, patogen agressiu causant del xancre del castanyer. Aquesta especie es diferencia per tenir unes ascospores més grans (7-11 x 3.5-5.5 µm) respecte a Cryphonectria radicalis (5.5-10 x 2.5-4.5 µm).
Els hostes d'aquesta espècie són arbres vius o fusta morta d'espècies de Castanea, Quercus o d'altres gèneres de fusta dura. En cap cas és patogen o causa danys a la planta.